# Federico Coria
Federico Coria (Rosario, 9 marzo 1992) è un tennista argentino.
È uno specialista della terra battuta, superficie su cui ha giocato tutte le finali raggiunte da professionista. Ha ottenuto i migliori risultati in singolare con le due finali raggiunte nel circuito maggiore e vincendo diversi titoli nei circuiti minori. I suoi migliori ranking ATP sono stati il 49º in singolare nel febbraio 2023 e il 238º in doppio nel novembre 2021. Ha fatto il suo esordio nella squadra argentina di Coppa Davis nel 2021.

## Biografia
Il padre Oscar è stato un allenatore di tennis e il fratello maggiore Guillermo Coria, ex professionista di 10 anni più vecchio, è stato nº 3 del mondo e finalista al Roland Garros 2004.
Nel giugno 2018 viene squalificato per otto mesi per omessa denuncia di tentativi di combine relativi a incontri di tennis giocati tra giugno e luglio del 2015 e per non aver collaborato nelle indagini. Sei degli otto mesi gli vengono sospesi a condizione che non si ripetano episodi contrari ai regolamenti e torna a giocare ad agosto.

## Carriera

### 2009-2013, inizi da professionista e primi titoli ITF
Fa il suo esordio tra i professionisti nell'ottobre 2009 vincendo al primo turno del torneo ITF Argentina F19. Dopo altre due apparizioni, comincia a giocare con continuità nel circuito ITF nella seconda parte del 2010, a luglio disputa la sua prima finale nel torneo di doppio dell'Argentina F14 e in coppia con Facundo Argüello viene sconfitto da Andrés Molteni / Diego Schwartzman. Perde altre due finali e nel novembre 2011 alza il suo primo trofeo vincendo la finale di doppio al Chile F11 assieme al connazionale Gabriel Alejandro contro Gonzalo Lama / Cristóbal Saavedra Corvalán. La coppia argentina si ripete la settimana dopo vincendo il torneo Chile F12. Conquista il primo titolo in singolare nell'aprile 2012 all'Argentina F8, battendo in finale Sergio Galdós al terzo set. L'anno successivo vince altri due tornei ITF in singolare. Dopo due sconfitte nelle qualificazioni, nel settembre 2013 fa il suo esordio nel tabellone principale di un torneo del circuito Challenger all'Open Cali e viene sconfitto al primo turno.

### 2014-2017, primo titolo Challenger in doppio, 223º nel ranking di singolare
Nel biennio 2014-2015 continua a giocare in prevalenza nei tornei ITF, vince un torneo in singolare e due in doppio e viene diverse volte sconfitto in finale. Nei tornei Challenger non supera mai i quarti di finale. Nel ranking ATP non va oltre la 329ª posizione dell'aprile 2014. Nel luglio 2016 disputa a Cali la sua prima semifinale Challenger in singolare e viene sconfitto da Víctor Estrella Burgos. A ottobre vince il primo titolo in doppio in un torneo Challenger a Campinas in coppia con Tomás Lipovšek Puches. In quel periodo vince due titoli ITF in singolare e fa il suo ingresso nella top 300 del ranking. Nel luglio 2017 disputa la sua seconda semifinale in singolare in un Challenger e a ottobre sale alla 223ª posizione mondiale.

### 2018-2019, primo Challenger in singolare, esordio nel circuito maggiore e 115º nel ranking
Nel maggio 2018 supera per la prima volta le qualificazioni in un torneo del circuito maggiore a Lione, al primo turno del tabellone principale sconfigge Nicolás Kicker e viene eliminato al secondo turno da Michail Kukuškin. Viene quindi squalificato per omessa denuncia dei tentativi di truccare partite per scommesse risalenti al 2015, 
rientra ad agosto dopo oltre due mesi e vince il suo ultimo torneo ITF: chiude l'esperienza in questa categoria con nove titoli in singolare e sei in doppio. Il primo titolo Challenger in singolare arriva nel maggio 2019 a Savannah, battendo in finale Paolo Lorenzi; nel corso del torneo elimina il nº 93 del ranking Tennys Sandgren, primo top 100 sconfitto in carriera. Nel prosieguo della stagione raggiunge altre tre finali Challenger ad Almaty, Santo Domingo e Lima e viene sempre sconfitto, rispettivamente da Lorenzo Giustino, Juan Pablo Varillas e Thiago Monteiro. In giugno fa il suo ingresso nella top 200 del ranking e a novembre si spinge fino alla 115ª posizione.

### 2020, quarti di finale a Rio de Janeiro e top 100
Nel febbraio 2020 entra per la seconda volta nel tabellone principale di un torneo del circuito maggiore all'ATP 500 di Rio de Janeiro e arriva nei quarti di finale, dove viene sconfitto dal nº 25 ATP Cristian Garín. Dopo la pausa per la pandemia di COVID-19 fa il suo esordio nel tabellone principale di una prova del Grande Slam agli US Open, dove accede al secondo turno grazie al ritiro di Jason Jung e viene eliminato da Cameron Norrie. Subito dopo fa il suo esordio anche in un torneo Masters 1000 agli Internazionali d'Italia, dove al primo turno ha la meglio sul nº 30 del ranking Jan-Lennard Struff ed esce al secondo per mano di Matteo Berrettini; questi risultati gli garantiscono l'entrata nella top 100. Al secondo turno del Roland Garros elimina il nº 26 ATP Benoît Paire, prima della sconfitta subita contro l'emergente Jannik Sinner.

### 2021, prima finale ATP, esordi olimpici e in Coppa Davis
Sconfitto al primo turno nel suo esordio agli Australian Open, a febbraio disputa la sua prima semifinale del circuito maggiore a Córdoba, sconfigge tra gli altri il nº 29 ATP Benoit Paire e viene eliminato da Juan Manuel Cerúndolo. In aprile raggiunge la sua prima semifinale ATP in doppio a Cagliari, e in coppia con Daniel Evans dà forfait prima dell'incontro con Lorenzo Sonego / Andrea Vavassori. A maggio si spinge fino ai quarti di finale al Belgrade Open e il nº 1 del mondo Novak Đoković gli concede un solo game. Eliminato al secondo turno al Roland Garros, raggiunge tre finali Challenger consecutive e vince quella di Prostějov battendo in finale Alex Molčan. A luglio gioca a Båstad la sua prima finale ATP e viene sconfitto 3-6, 3-6 da Casper Ruud dopo aver eliminato nei quarti il nº 18 del mondo Cristian Garín; con questo risultato porta il best ranking alla 62ª posizione. Due settimane dopo fa il suo esordio olimpico ai Giochi di Tokyo e perde al primo turno contro Michail Kukuškin. In settembre debutta anche in Coppa Davis nella sfida vinta 4-1 contro la Bielorussia e si impone in due set contro Daniil Ostapenkov. A novembre vince a Brasilia il suo terzo titolo Challenger con il successo in finale su Jaume Munar.

### 2022, una semifinale ATP e 52º nel ranking
I primi risultati di rilievo del 2022 sono i quarti di finale raggiunti a Buenos Aires e Rio de Janeiro, nei quali viene sconfitto rispettivamente da Casper Ruud e Fabio Fognini. Ad aprile arriva in semifinale all'ATP di Marrakech e perde contro David Goffin che si aggiudicherà il titolo; con questo risultato porta il best ranking alla 52ª posizione mondiale. Esce al secondo turno a Monaco di Baviera e non supera le qualificazioni nei Masters 1000 di Madrid e Roma. Al secondo turno dell'ATP 250 di Lione batte in due set il nº 17 del mondo Pablo Carreño Busta e viene sconfitto nei quarti di finale da Alex Molčan, che lo elimina anche al primo turno del Roland Garros. A fine giugno vince contro Francesco Passaro la finale del Milano ATP Challenger. Esce al primo turno anche a Wimbledon e nel periodo successivo raggiunge il secondo turno nel circuito maggiore in tre tornei, tra cui gli US Open. A novembre perde la finale al Challenger di Guayaquil.

### 2023, una finale ATP e top 50
All'eesordio stagionale perde entrambi gli incontri all'edizione inaugurale della United Cup e a fine gennaio supera Timofej Skatov nella finale del Challenger Concepción. Con la finale raggiunta in febbraio all'ATP di Córdoba, persa in tre set contro Sebastián Báez, entra per la prima volta nella top 50, in 49ª posizione. Nei successivi 5 mesi perde tutti i match ATP e ne vince qualcuno nei Challenger, a maggio si procura inoltre un infortunio al primo turno a Banja Luka che lo tiene fermo più di un mese e a giugno esce dalla top 100. Si sblocca a luglio raggiungendo i quarti all'ATP di Båstad. Eliminato al terzo turno di qualificazione agli US Open, vince il successivo Challenger 125 di Stettino superando in finale Vít Kopřiva. A ottobre perde la finale al Challenger de Buenos Aires contro Mariano Navone.

### 2024
A inizio febbraio perde in finale al Challenger di Piracicaba. Esce in semifinale nei tornei ATP di Córdoba e Buenos Aires. Nel prosieguo della stagione vince solo alcuni incontri di primo turno nei tornei ATP e non va oltre le semifinali nei Challenger fino a ottobre, quando raggiunge la finale al Challenger de Buenos Aires e viene sconfitto da Francisco Comesaña.

## Statistiche
Aggiornate al 6 ottobre 2024.

### Singolare

#### Finali perse (2)
| Legenda              |
| Grande Slam (0)      |
| ATP Finals (0)       |
| ATP Masters 1000 (0) |
| ATP Tour 500 (0)     |
| Atp Tour 250 (2)     |

| N. | Data             | Torneo                | Superficie  | Avversario in finale | Punteggio     |
| 1. | 18 luglio 2021   | Swedish Open, Båstad  | Terra rossa | Casper Ruud          | 3–6, 3–6      |
| 2. | 12 febbraio 2023 | Córdoba Open, Córdoba | Terra rossa | Sebastián Báez       | 1–6, 6–3, 3–6 |

### Tornei minori

#### Singolare

##### Vittorie (15)
| Legenda tornei minori |
| Challenger (6)        |
| Futures (9)           |

| N.  | Data              | Torneo                              | Superficie  | Avversario in finale  | Punteggio           |
| 1.  | 29 aprile 2012    | Argentina F8, Neuquén               | Terra rossa | Sergio Galdós         | 4–6, 6–1, 7–6(6)    |
| 2.  | 19 maggio 2013    | Argentina F6, Río Cuarto            | Terra rossa | Ricardo Urzua-Rivera  | 6–4, 6–4            |
| 3.  | 2 giugno 2013     | Argentina F8, Arroyito              | Terra rossa | Thales Turini         | 6–3, 6–2            |
| 4.  | 21 settembre 2014 | Argentina F18, Buenos Aires         | Terra rossa | Juan Ignacio Ameal    | 6–2, 3–6, 7–6(4)    |
| 5.  | 30 ottobre 2016   | Argentina F11, San Juan             | Terra rossa | Christian Lindell     | 4–6, 7–6(1), 7–6(0) |
| 6.  | 6 novembre 2016   | Argentina F12, Buenos Aires         | Terra rossa | Matias Zukas          | 6–4, 6–2            |
| 7.  | 13 novembre 2016  | Argentina F13, Villa del Dique      | Terra rossa | Tomás Lipovšek Puches | 3–6, 6–1, 6–4       |
| 8.  | 27 novembre 2016  | Bolivia F3, Santa Cruz de la Sierra | Terra rossa | Caio Zampieri         | 6–4, 6–4            |
| 9.  | 19 agosto 2018    | Romania F9, Pitești                 | Terra rossa | Cristian Rodríguez    | 7–5, 6–2            |
| 10. | 5 maggio 2019     | Savannah Challenger, Savannah       | Terra verde | Paolo Lorenzi         | 6–3, 4–6, 6–2       |
| 11. | 20 giugno 2021    | Czech Open, Prostějov               | Terra rossa | Alex Molčan           | 7–6(1), 6–3         |
| 12. | 28 novembre 2021  | Aberto da República, Brasilia       | Terra rossa | Jaume Munar           | 7–5, 6–3            |
| 13. | 26 giugno 2022    | Milano ATP Challenger, Milano       | Terra rossa | Francesco Passaro     | 7–6(2), 6–4         |
| 14. | 29 gennaio 2023   | Challenger Concepción, Concepción   | Terra rossa | Timofej Skatov        | 6–4, 6–3            |
| 15. | 17 settembre 2023 | Szczecin Open, Stettino             | Terra rossa | Vít Kopřiva           | 6–1, 7–6(4)         |

##### Finali perse (17)
| Legenda tornei minori |
| Challenger (6)        |
| Futures (11)          |

| N.  | Data              | Torneo                                    | Superficie  | Avversario in finale     | Punteggio        |
| 1.  | 23 marzo 2014     | Peru F1, Lima                             | Terra rossa | Fabiano de Paula         | 1–6, 1–6         |
| 2.  | 30 marzo 2014     | Peru F2, Lima                             | Terra rossa | Marcos Giraldi Requena   | 1–6, 0–6         |
| 3.  | 7 settembre 2014  | Argentina F16, Santiago del Estero        | Terra rossa | Nicolás Kicker           | 3–6, 0–6         |
| 4.  | 14 settembre 2014 | Argentina F17, Villa del Dique            | Terra rossa | Nicolás Kicker           | 5–7, 1–6         |
| 5.  | 15 febbraio 2015  | USA F7, Sunrise                           | Terra rossa | Gianluigi Quinzi         | 4–6, 4–6         |
| 6.  | 29 marzo 2015     | Argentina F3, Olavarría                   | Terra rossa | José Hernández-Fernández | 0–6, 1–6         |
| 7.  | 24 maggio 2015    | Argentina F6, Villa del Dique             | Terra rossa | Juan Ignacio Galarza     | 4–6, 2–6         |
| 8.  | 30 agosto 2015    | Switzerland F4, Sion                      | Terra rossa | Steven Diez              | 7–5, 5–7, 1–6    |
| 9.  | 15 maggio 2016    | Argentina F6, Villa del Dique             | Terra rossa | Marcelo Zormann          | 4–6, 6(5)–7      |
| 10. | 17 luglio 2016    | Germany F7, Treviri                       | Terra rossa | Maximilian Marterer      | 1–6, 2–6         |
| 11. | 24 luglio 2016    | Italy F21, Gubbio                         | Terra rossa | Andrea Pellegrino        | 5–7, 1–6         |
| 12. | 9 giugno 2019     | Almaty Challenger, Almaty                 | Terra rossa | Lorenzo Giustino         | 4–6, 4–6         |
| 13. | 13 ottobre 2019   | Milex Open, Santo Domingo                 | Terra verde | Juan Pablo Varillas      | 3–6, 6–2, 4–6    |
| 14. | 27 ottobre 2019   | Lima Challenger, Lima                     | Terra rossa | Thiago Monteiro          | 2–6, 7–6(7), 4–6 |
| 15. | 27 giugno 2021    | Aspria Tennis Cup, Milano                 | Terra rossa | Gian Marco Moroni        | 3–6, 2–6         |
| 16. | 11 luglio 2021    | Salzburg-Anif Challenger, Salisburgo      | Terra rossa | Facundo Bagnis           | 4–6, 6–3, 2–6    |
| 17. | 6 novembre 2022   | Challenger Ciudad de Guayaquil, Guayaquil | Terra rossa | Daniel Altmaier          | 2–6, 4–6         |
| 18. | 15 ottobre 2023   | Challenger de Buenos Aires, Buenos Aires  | Terra rossa | Mariano Navone           | 6–2, 3–6, 4–6    |
| 19. | 4 febbraio 2024   | Brasil Tennis Challenger, Piracicaba      | Terra rossa | Camilo Ugo Carabelli     | 5-7, 4-6         |
| 20. | 6 ottobre 2024    | Challenger de Buenos Aires, Buenos Aires  | Terra rossa | Francisco Comesaña       | 6-1, 6(7)-7, 4-6 |

#### Doppio

##### Vittorie (7)
| Legenda tornei minori |
| Challenger (1)        |
| Futures (6)           |

| N. | Data              | Torneo                                         | Superficie  | Compagno                  | Avversari in finale                              | Punteggio           |
| 1. | 6 novembre 2011   | Chile F11, Concepción                          | Terra rossa | Gabriel Alejandro Hidalgo | Gonzalo Lama Cristóbal Saavedra Corvalán         | 3–6, 7–6(6), [10–7] |
| 2. | 13 novembre 2011  | Cile F12, Temuco                               | Terra rossa | Gabriel Alejandro Hidalgo | Filippo Leonardi Giulio Torroni                  | 6–2, 7–5            |
| 3. | 30 marzo 2014     | Peru F2, Lima                                  | Terra rossa | Marc Giner                | Alejandro Mendoza Duilio Vallebuona              | 6–2, 3–6, [10–5]    |
| 4. | 14 settembre 2014 | Argentina F7, Villa del Dique                  | Terra rossa | Gabriel Alejandro Hidalgo | Oscar Jose Gutierrez Eduardo Agustin Torre       | 6–4, 6–1            |
| 5. | 9 ottobre 2016    | Campeonato Internacional de Campinas, Campinas | Terra rossa | Tomás Lipovšek Puches     | Máximo González Sergio Galdós                    | 7–5, 6–2            |
| 6. | 13 novembre 2016  | Argentina F13, Villa del Dique                 | Terra rossa | Tomás Lipovšek Puches     | Cristóbal Saavedra Corvalán Ricardo Urzua-Rivera | 7–6(8), 6–0         |
| 7. | 16 luglio 2017    | Italy F21, Casinalbo                           | Terra rossa | Bruno Sant'Anna           | Enrico Dalla Valle Andrea Pellegrino             | 6–3, 4–6, [10–8]    |

##### Finali perse (15)
| Legenda tornei minori |
| Challenger (0)        |
| Futures (15)          |

| N.  | Data             | Torneo                             | Superficie  | Compagno                    | Avversari in finale                             | Punteggio           |
| 1.  | 25 luglio 2010   | Argentina F14, Rafaela             | Terra rossa | Facundo Argüello            | Andrés Molteni Diego Schwartzman                | 3–6, 4–6            |
| 2.  | 12 giugno 2011   | Argentina F6, Posadas              | Terra rossa | Renzo Olivo                 | Guillermo Durán Joaquin-Jesus Monteferraio      | 4–6, 6(4)–7         |
| 3.  | 3 luglio 2011    | Chile F5, Iquique                  | Terra rossa | Facundo Mena                | Patricio Heras Gustavo Sterin                   | 4–6, 6(4)–7         |
| 4.  | 10 giugno 2012   | Cile F7, Concón                    | Terra rossa | Sebástian Decoud            | Jorge Aguilar Juan Carlos Sáez                  | 1–6, 2–6            |
| 5.  | 1 luglio 2012    | Argentina F15, Resistencia         | Terra rossa | Gabriel Alejandro Hidalgo   | Andrés Molteni Juan Vazquez-Valenzuela          | 4–6, 6–4, [5–10]    |
| 6.  | 2 settembre 2012 | Argentina F22, Santiago del Estero | Terra rossa | Valentin Florez             | Hugo Dellien Mateo Nicolás Martínez             | 7–6(7), 1–6, [6–10] |
| 7.  | 6 aprile 2014    | Peru F3, Lima                      | Terra rossa | Marc Giner                  | Fabiano de Paula Gaston-Arturo Grimolizzi       | 6–2, 4–6, [5–10]    |
| 8.  | 29 giugno 2014   | France F12, Tolone                 | Terra rossa | Dante Gennaro               | Yanais Laurent Constant Lestienne               | 6–3, 3–6, [4–10]    |
| 9.  | 3 agosto 2014    | Argentina F12, Corrientes          | Terra rossa | Juan Ignacio Galarza        | Tomás Lipovšek Puches Ryusei Makiguchi          | 6–4, 3–6, [5–10]    |
| 10. | 22 marzo 2015    | Argentina F2, Mendoza              | Terra rossa | Francisco Bahamonde         | Juan Ignacio Galarza Tomás Lipovšek Puches      | 6–4, 2–6, [8–10]    |
| 11. | 19 luglio 2015   | Austria F4, Kramsach               | Terra rossa | Cristóbal Saavedra Corvalán | Lucas Miedler Maximilian Neuchrist              | 6–4, 2–6, [8–10]    |
| 12. | 30 agosto 2015   | Switzerland F4, Sion               | Terra rossa | Simeon Rossier              | Hugo Nys Tak Khunn Wang                         | 2–6, 2–6            |
| 13. | 5 giugno 2016    | Argentina F9, Buenos Aires         | Terra rossa | Maximiliano Estévez         | Gabriel Alejandro Hidalgo Eduardo Agustin Torre | 4–6, 3–6            |
| 14. | 28 agosto 2016   | Switzerland F4, Losanna            | Terra rossa | Louroi Martinez             | Gonçalo Oliveira Fabien Reboul                  | 5–7, 2–6            |
| 15. | 4 settembre 2016 | Switzerland F5, Sion               | Terra rossa | Louroi Martinez             | Gonçalo Oliveira Fabien Reboul                  | 3–6, 3–6            |

## Risultati in progressione
| Sigla | Risultato               |
| ----- | ----------------------- |
| V     | Vincitore               |
| F     | Finalista               |
| SF    | Semifinalista           |
| O     | Oro olimpico            |
| A     | Argento olimpico        |
| SF    | Bronzo olimpico         |
| QF    | Quarti di Finale        |
| 4T    | Quarto turno            |
| 3T    | Terzo turno             |
| 2T    | Secondo turno           |
| 1T    | Primo turno             |
| RR    | Round Robin             |
| LQ    | Turno di qualificazione |
| A     | Assente                 |
| ND    | Non disputato           |

| Legenda superfici    |
| -------------------- |
| Cemento              |
| Terra battuta        |
| Erba                 |
| Superficie variabile |

### Singolare
| Torneo                     | 2017          | 2018          | 2019          | 2020          | 2021 | 2022          | 2023          | 2024 | V-S  |
| Tornei Grande Slam         |               |               |               |               |      |               |               |      |      |
| Australian Open, Melbourne | A             | A             | A             | Q2            | 1T   | 1T            | 1T            | 1T   | 0-4  |
| Open di Francia, Parigi    | A             | A             | A             | 3T            | 2T   | 1T            | 1T            | 1T   | 3-5  |
| Wimbledon, Londra          | Q1            | A             | Q1            | ND            | 1T   | 1T            | 1T            |      | 0-3  |
| US Open, New York          | Q1            | A             | Q1            | 2T            | 1T   | 2T            | Q3            |      | 2-3  |
| Vittorie-Sconfitte         | 0-0           | 0-0           | 0-0           | 3-2           | 1-4  | 1-4           | 0-3           | 0-2  | 5-16 |
| Giochi Olimpici            |               |               |               |               |      |               |               |      |      |
| Giochi Olimpici            | Non disputati | Non disputati | Non disputati | Non disputati | 1T   | Non disputati | Non disputati |      | 0-1  |
| Vittorie-Sconfitte         | Non disputati | Non disputati | Non disputati | Non disputati | 0-1  | Non disputati | Non disputati | 0-0  | 0-1  |

### Doppio
| Torneo                     | 2017          | 2018          | 2019          | 2020          | 2021 | 2022          | 2023          | 2024 | V-S |
| Tornei Grande Slam         |               |               |               |               |      |               |               |      |     |
| Australian Open, Melbourne | A             | A             | A             | A             | 1T   | 1T            | 1T            | A    | 0-3 |
| Open di Francia, Parigi    | A             | A             | A             | 2T            | 1T   | 1T            | A             | A    | 1-3 |
| Wimbledon, Londra          | A             | A             | A             | ND            | A    | A             | A             |      | 0-0 |
| US Open, New York          | A             | A             | A             | A             | 1T   | 1T            | A             |      | 0-2 |
| Vittorie-Sconfitte         | 0-0           | 0-0           | 0-0           | 1-1           | 0-3  | 0-3           | 0-1           | 0-0  | 1-8 |
| Giochi Olimpici            |               |               |               |               |      |               |               |      |     |
| Giochi Olimpici            | Non disputati | Non disputati | Non disputati | Non disputati | A    | Non disputati | Non disputati |      | 0-0 |
| Vittorie-Sconfitte         | Non disputati | Non disputati | Non disputati | Non disputati | 0-0  | Non disputati | Non disputati | 0-0  | 0-0 |